# Domaine de la N'sele
Ne doit pas être confondu avec Parc de la vallée de la N'sele.
Pour les articles homonymes, voir Nsele (homonymie).
Le domaine de la N'sele ou parc naturel de la N'sele est un domaine et un parc animalier de la République démocratique du Congo, situé à quelques dizaines de minutes de l’aéroport de Ndjili dans la commune rurale de Nsele à Kinshasa, sur la route de Kikwit et Kenge (RN1) à proximité du fleuve Congo.
Ancien parc agro-industriel conçu pour encourager l’activité agricole, le coût du domaine avait dépassé son rendement. Le projet n'était plus fonctionnel et était considéré comme un des « éléphants blancs » du Zaïre.
Le parc a rouvert en 2013.
Il existe aussi un parc de la vallée de la N'sele situé sur la commune de Maluku, parc animalier de 10 000 ha créé à l'initiative de Joseph Kabila,.

## Histoire
En 1966, le président Mobutu Sese Seko ouvre le Domaine présidentiel de la Nsele (DPN).

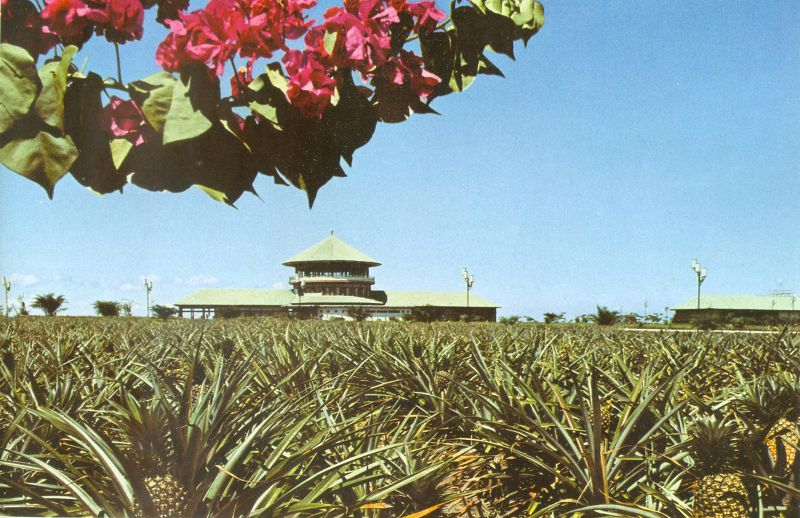
Plantation d'ananas et pagode dans le parc agro-industriel en 1974.

Le domaine se développa fortement à la fin des années 1960 et au début des années 1970, principalement comme domaine présidentiel moderne comportant une imposante pagode chinoise et la luxueuse maison de Mobutu.
Une bonne douzaine de cadres européens — dont de nombreux Belges — et chinois furent appelés vers cette période pour développer des activités modèles d’élevage et d’agriculture, dont un vaste élevage de poulets en batterie, du bétail, ou encore une importante culture d’ananas et autres produits agricoles. Le domaine compta un vaste parc animalier, le Parc Président Mobutu, recouvrant plusieurs centaines d’hectares ainsi que des enclos abritant des lions, guépards, okapis, des chimpanzés, des zèbres, etc., une piscine olympique publique accueillant le public dont de nombreux habitants de Kinshasa, principalement le week-end. Pour les Européens qui y vécurent, de bons souvenirs demeurent comme le parc, la piscine, les promenades, les orages à 5 heures du soir, le trajet de 60 km en bus pour aller à l'école a l'EPPL avenue de la Gombe à Kinshasa (et revenir ensuite en début d'après-midi)...
C'est sur ce domaine que Mobutu, Étienne Tshisekedi, Justin Bomboko et Singa Udjuu rédigent le manifeste de la Nsele et fondent le MPR le 17 avril 1967.
Le parc voit apparaître le complexe du parti politique Mouvement populaire de la Révolution (MPR), symbolisé par la tour du MPR visible depuis Kinshasa et surtout depuis la terrasse de l’hôtel Okapi à Binza.
Le complexe MPR compta également des pavillons, des salles de réunions, ou salles de fêtes et autres installations typiques d'un centre de congrès. Le domaine compta une colline près de la grand route, colline sur laquelle furent construites les villas des cadres. De l'autre côté de la route se trouvait la cîté ouvrière, et en bordure du fleuve, le complexe du MPR, la piscine et plus à l'ouest, le parc animalier. À environ un kilomètre avant le domaine coule la rivière Nsele proprement dite. Autres lieux à noter aux alentours fut la station satellite terrestre de télécommunications, le port de pêche de Kinkole, et, à l'entrée du domaine se trouvaient autrefois des petits restaurants traditionnels - Chez Paula et Chez Delmo - proposant de la moambe ou du « capitaine », délicieux poisson grillé, de petites paillottes faisant office de salle à manger.
Au-delà de la Nsele, la grand-route (RN1) mène vers l'intérieur du pays. Deux arrêts notables sont le pont de « Black River » ainsi que le passage de la rivière Kwango, après quoi la route mène vers l'intérieur des terres. En 1997, la route de la Nsele fut l'axe par lequel les troupes de Laurent-Désiré Kabila progressèrent vers la Ndjili, et enfin, Kinshasa.
Le 6 janvier 1991, c’est depuis ce domaine que Mobutu propose la constitution d'un gouvernement de transition élargi (gouvernement d'union nationale).
Le domaine est laissé l’abandon après les pillages de 1991, et est occupé par les membres du nouveau gouvernement en 1997 et ensuite utilisé comme lot d’habitation. Les logements sont détruits à partir de 2010 et l'ICCN rouvre le parc en 2013.